# Acamapichtli
Acamapichtli (ook:Acamapichtili) (overleden in 1395) was de eerste historische heerser van Tenochtitlan. Werd door de Tepanekenkoning Tezozomoc als koning over de Azteken aangesteld toen de Azteken zich aan hem onderwierpen. Hij regeerde van 1375 tot 1395. Hij veroverde vier steden, waaronder Xochimilco en liet een nieuwe tempel ter ere van Huitzilopochtli bouwen.
Tenoch ·
Acamapichtli ·
Huitzilihuitl ·
Chimalpopoca ·
Itzcoatl ·
Motecuhzoma I ·
Axayacatl ·
Tizoc ·
Ahuitzotl ·
Motecuhzoma II ·
Cuitlahuac ·
Cuauhtémoc